# Symbolische Selbstergänzung
Die Theorie der Symbolischen Selbstergänzung (engl. theory of symbolic self-completion, Robert A. Wicklund, Peter M. Gollwitzer, 1982) ist eine psychologische Theorie zur Vorhersage von Motiven und Verhaltensweisen. Sie geht davon aus, dass ein Zustand von symbolischer Unvollständigkeit existiert, welcher durch Diskrepanzen zwischen dem Selbstbild und Idealbild einer Person hervorgerufen wird.
Das Erreichen selbstbezogener Ziele führt zu einer Selbstvervollständigung. Selbstbezogene Ziele, die noch nicht erreicht sind, führen zu Frustration und machen das Erreichen der Ziele für die Person noch wichtiger. Die Person versucht die nicht erfüllten Ziele durch geeignete Symbole zu repräsentieren, welche als Ersatzziel dienen.
Die Theorie der Symbolischen Selbstergänzung besteht aus drei Postulaten:
1. Symbolisch unvollständige Personen stellen Ersatzsymbole zur Schau.
2. Der Erfolg von Ersatzsymbolen ist an die soziale Kenntnisnahme gebunden. Andere müssen die Symbole wahrnehmen und anerkennen.
3. Symbolisch unvollständige Personen berücksichtigen nicht die Rezipienten der selbstergänzenden Handlungen.

Symbole der Selbstdarstellung können Selbstbeschreibungen, soziale Beeinflussungen anderer oder dinghafte Symbole sein. Selbstbeschreibungen von symbolisch unvollständigen Personen enthalten in der Regel keine eingestandenen Fehler. Soziale Beeinflussungen gehen von symbolisch unvollständigen Personen aus, die andere hinsichtlich ihrer eigenen nicht erreichten Ziele beeinflussen wollen, also eigene Standards als richtungsweisend ansehen. Dinghafte Symbole umfassen materielle Gegenstände.
Beispiele für Symbole:
- Geschäftlicher Erfolg kann durch ein großes Auto zum Ausdruck kommen. Ein großes Auto wäre also ein typisches geeignetes Symbol dafür.
- Akademische Titel sind geeignete Symbole, um vorzugeben, ein guter Forscher/ Wissenschaftler zu sein, selbst wenn man in der letzten Zeit wenig Erfolg in seinem Fach hatte.
- Medienauftritte sind ein Symbol für die Relevanz und Kompetenz. Hierzu zählt zum Beispiel die Teilnahme an einer Fernsehshow.[4]